# Landschreiberei (Kurpfalz)
Die Landschreibereien in der Kurpfalz entstanden ab dem 14. Jahrhundert und dezentralisierten zunächst die Erfassung und Verrechnung der landesherrlichen Einkünfte, wurden aber später auch auf weitere Verwaltungsbereiche – besonders die Justiz – ausgedehnt.

## Geschichte und Aufgabe
Die Landschreiber waren in ihrem Bezirk die Vertreter der Oberamtmänner, welche teils gar nicht vor Ort präsent blieben, sondern sich gerne am kurfürstlichen Hof aufhielten. Neben der Verwaltung der landesherrlichen Einkünfte und Güter, oblag ihnen insbesondere auch die Gerichtsbarkeit und sie leiteten Gerichtsverhandlungen bzw. amtliche Untersuchungen. In den kurpfälzischen Oberämtern war der Landschreiber die zweitwichtigste Amtsperson, oftmals sogar derjenige der – unter der Verantwortung des Oberamtmannes – die konkreten Verwaltungsmaßnahmen traf.
Auf der Website des Amtsgerichts Frankenthal (Pfalz) heißt es darüber:

„Das Amtsgericht hat mit seinem heutigen Aufgabenkreis erst durch das Gerichtsverfassungsgesetz vom 27. Januar 1878, deren Ziele alle Länder bis zum 1. Oktober 1879 verwirklichen sollten, zu existieren begonnen. Davor waren die Aufgaben eines Amtsgerichts im Bereicht der historischen Pfalz auf Ämter verteilt, deren Wurzeln in der Kurpfalz in den Oberämtern Neustadt, Germersheim, Lautern, Lauterecken, und dem Unteramt Freinsheim (aus dem Oberamt Alzey) lagen. Diese Ämter wurden gegen Ende des 18. Jahrhundert durch einen Landschreiber geleitet, dem jeweils ein vom Kurfürsten eingesetzter Oberamtsschreiber mit seinem Registrator zur Hilfe beigeordnet wurde. Der Landschreiber führte als Vorsitzender das Gericht an und wurde in der Kurpfalz Oberfauth genannt. Ihm standen vier Schöffen und ein Gerichtsschreiber zur Seite, einem Oberamtsunkostenempfänger, einem Physikus und Wundarzt, vier Advokaten, zwei Amtsreitern und einem Boten. Viele der Aufgaben dieser Ämter finden wir heute bei den Amtsgerichten wieder, insbesondere soweit es die Freiwillige Gerichtsbarkeit betrifft. So gab es zum Beispiel für den Bereich des Vormundschaftswesens einen Amtsträger, der Ausfauth genannt wurde und für Waisenkinder und geistig behinderte Menschen zuständig war.“

Im 16. Jahrhundert, als sich die Amtsorganisation der Kurpfalz bereits entwickelt hatte, bestanden in folgenden Orten Landschreibereien: Heidelberg (1384 erstmals nachgewiesen), Neustadt an der Haardt (1367 erstmals nachgewiesen), Alzey (1394 erstmals nachgewiesen), Germersheim, Kaiserslautern, Oppenheim (1388 erstmals nachgewiesen) und Simmern.

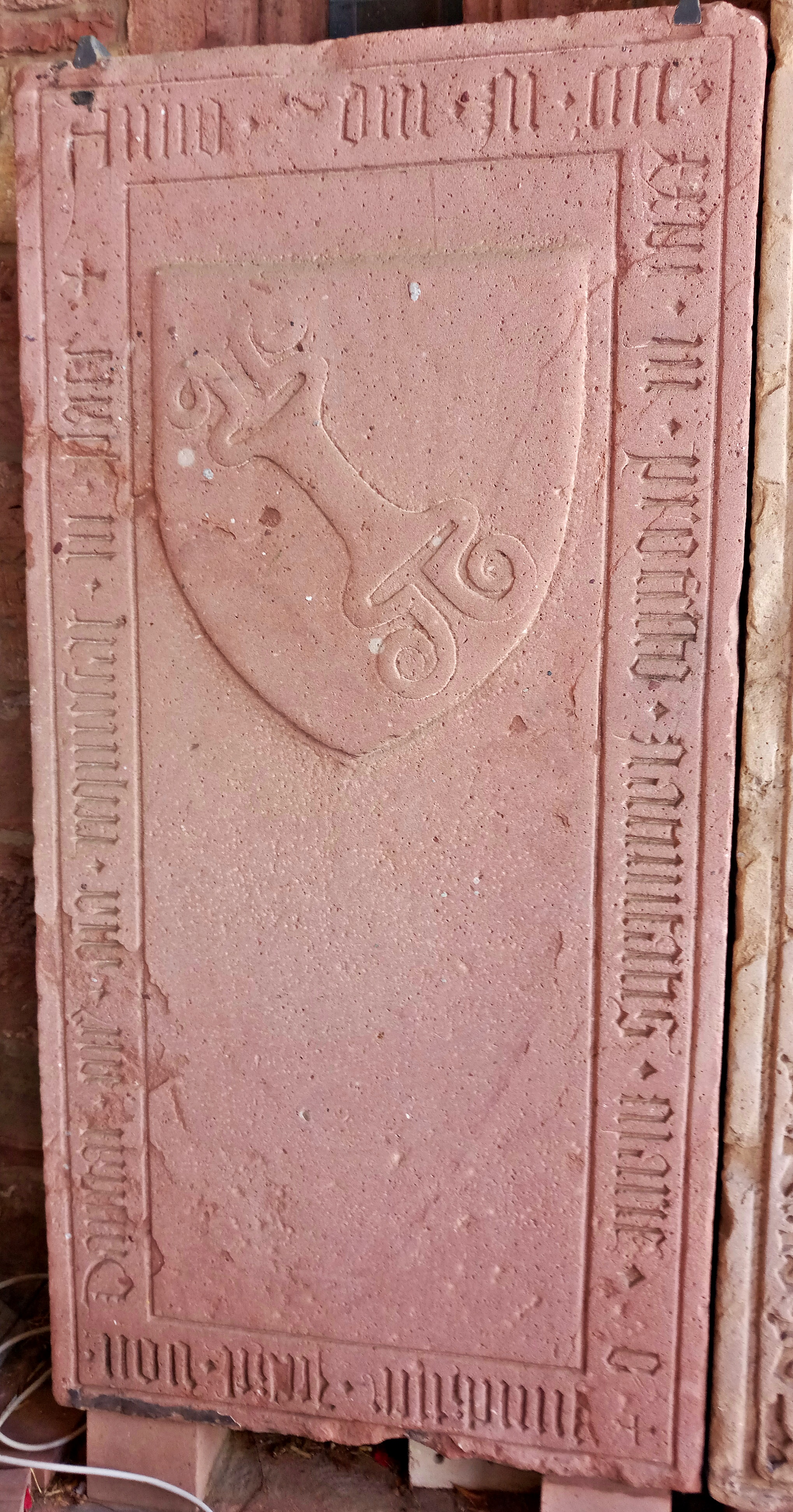
Grabplatte des Landschreibers Jeckel von Dannstadt in der Stiftskirche Neustadt

## Landschreiber
- Heinrich Belchental, 1341 bis 1344 genannt. Er legte 1356 das erste erhaltene Kopialbuch der Pfalzgrafen bei Rhein an.
- Konrad von Aschaffenburg, 1356 bis 1365
- Heinrich von Diebach, um 1360
- Jeckel von Dannstadt († 1427), Landschreiber und Schultheiß in Neustadt an der Weinstraße.
- Paul Heinrich Joseph von Stengel (1717–1754), Landschreiber in Neustadt an der Weinstraße, Vater des Generals Heinrich Christian Michael von Stengel (1744–1796).
- Andreas van Recum (1765–1828), letzter kurpfälzischer Landschreiber (gleichzeitig Oberamtsverweser) des Oberamtes Simmern (1792–1797).